# Fiederblättriges Veilchen
Das Fiederblättrige Veilchen (Viola pinnata), auch Schlitzblättriges Veilchen genannt, ist eine Pflanzenart aus der Gattung Veilchen (Viola) in der Familie der Veilchengewächse (Violaceae).

## Beschreibung

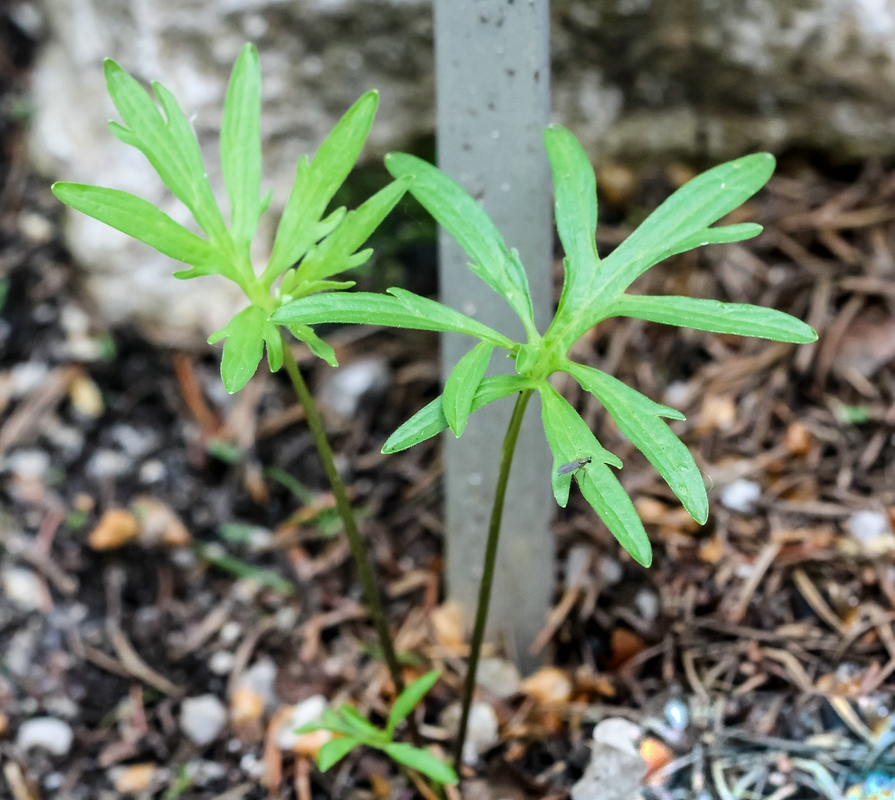
Laubblätter

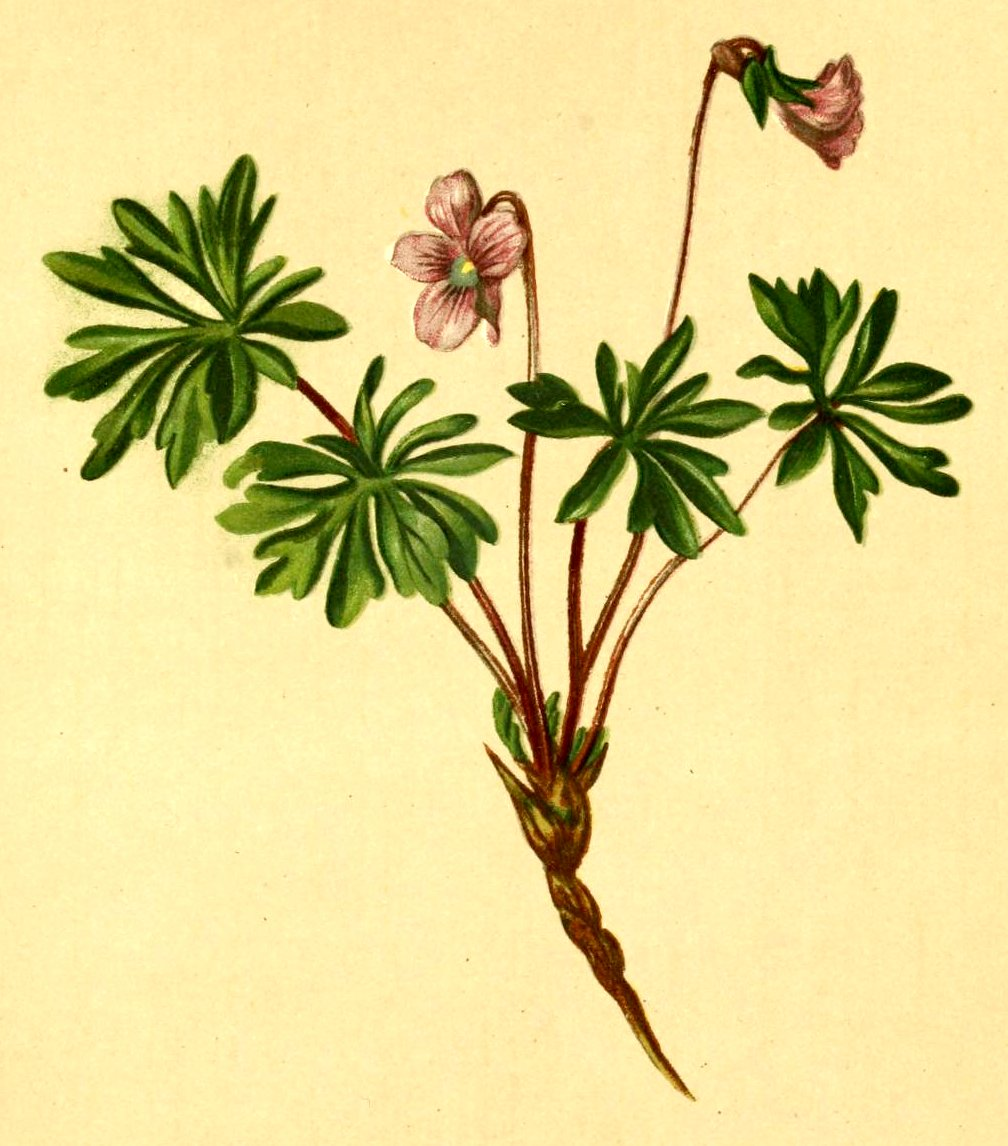
Illustration aus Anton Hartinger: Atlas der Alpenflora, 1882

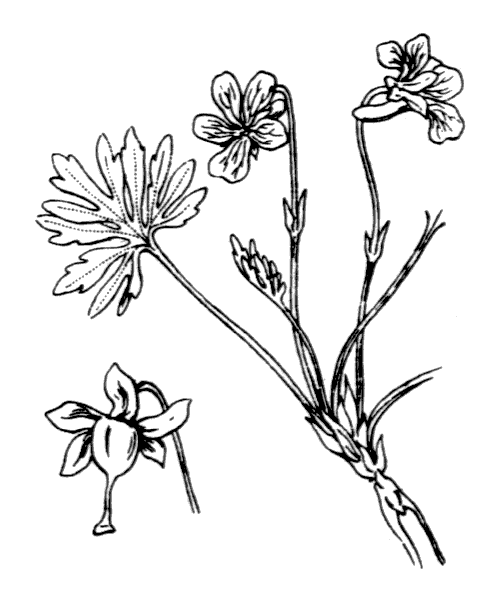
Illustration

### Vegetative Merkmale
Das Fiederblättrige Veilchen ist eine ausdauernde krautige Pflanze, die Wuchshöhen von 3 bis 8 Zentimetern erreicht. Am senkrechten bis schief absteigend Rhizom sind 2 bis 3 Millimeter dicke Wurzeln vorhanden.
Die drei bis sechs grundständigen Laubblätter sind in Blattstiel und -spreite gegliedert. Der Blattstiel ist mit einer Länge von 4 bis 10 Zentimetern relativ lang. Die Blattspreite ist im Umriss rund bis nierenförmig und bis nahe dem herzförmigen Grund handförmig drei- bis fünfteilig. Die Blattspreite ist fast kahl und nur am Rand und auf den Nerven der Unterseite kurzborstig behaart. Die seitlichen Blattabschnitte sind zwei- bis dreiteilig, der mittlere ist fünf- bis siebenteilig, die Blattzipfel sind schmal und mehr oder weniger linealisch. Die Nebenblätter sind bei einer Länge von etwa 1 Zentimeter lanzettlich und weißhäutig mit einzelnen Fransen und sind bis über die Mitte mit dem Blattstiel verwachsen.

### Generative Merkmale
Die Blütezeit reicht von Mai bis Juni. Die Blüten befinden sich einzeln in den Blattachseln auf 3 bis 6 Zentimeter langen Blütenstielen, die zwei Deckblätter besitzen.
Die duftende, zwittrige Blüte ist zygomorph und fünfzählig mit doppelter Blütenhülle. Die fast gleichen fünf freien Kelchblätter enden stumpf oder spitz und besitzen krautige Öhrchen (Anhängsel) an ihrer Basis. Die Blütenkrone ist 1 bis 2 Zentimeter lang, hellviolett und zart duftend. Die fünf freien Kronblätter sind deutlich ungleich. Das unterste Kronblatt ist das größte und besitzt an seiner Basis  einen geraden oder etwas aufwärts gebogenen Sporn. Die seitlichen Kronblätter sind am Grunde bärtig. Der Sporn ist etwa doppelt so lang wie die Anhängsel der Kelchblätter. Der Fruchtknoten ist kahl. Der Griffel ist keulig mit einem abgeflachten, fast dreieckigen, nach vorn in ein kurzes Schnäbelchen übergehenden Narbenkopf.
Die nickend auf einem aufrechten Stiel befindliche Kapselfrucht ist spitz und kahl. Die rotbraunen Samen besitzen ein wohlentwickeltes weißes Elaiosom.
Die Chromosomenzahl beträgt 2n = 48.

## Ökologie
Beim Fiederblättrigen Veilchen handelt es sich um einen Hemikryptophyten.
Bei der Bestäubung fällt der Pollen von oben auf die Besucher. Die Selbstbestäubung soll durch eine Erweiterung des Narbenrandes erschwert sein.
Die Diasporen, Samen, werden angeregt durch die Elaiosome von Ameisen ausgebreitet (Myrmechorie). Die bei Viola pinnata häufigen kleistogamen Blüten kannte bereits Carl von Linné.

## Vorkommen
Das Fiederblättrige Veilchen kommt in den Alpen in den Ländern Frankreich, die Schweiz, Österreich, Italien, Slowenien und Kroatien vor.
Das Fiederblättrige Veilchen gedeiht auf Kalkschutt und in Bergföhrenwäldern. Es kommt oft in Pflanzengesellschaften des Verbands Erico-Pinion uncinatae vor. Das Fiederblättrige Veilchen gedeiht in Höhenlagen von 1000 bis 2000 Metern. Die höchsten Vorkommen in den Alpen liegen auf Höhenlagen in den Westalpen (Col Séréna im Aostatal) bei 2538 Metern, im Wallis bei 2300 Metern. Die tiefsten Vorkommen liegen auf Höhenlagen in Tirol bei Zirl bei 750 Metern, in Graubünden bei 605 Metern und im Wallis bei Ardon auf 800 Metern.
Die ökologischen Zeigerwerte nach Landolt & al. 2010 sind in der Schweiz: Feuchtezahl F = 1+ (trocken), Lichtzahl L = 4 (hell), Reaktionszahl R = 5 (basisch), Temperaturzahl T = 2+ (unter-subalpin und ober-montan), Nährstoffzahl N = 2 (nährstoffarm), Kontinentalitätszahl K = 4 (subkontinental).

## Taxonomie
Die Erstveröffentlichung von Viola pinnata erfolgte 1753 durch Carl von Linné in Species Plantarum, Tomus II, S. 934. Diese Art wurde zuerst beobachtet von Caspar Bauhin (1560–1624) bei Bormio im Veltlin als Viola alpina folio in plures partes dissecto und wurde von Johann Bauhin (1541–1613) erwähnt als Viola montana folio multifido.